# العلاقات البرتغالية الفيتنامية
العلاقات البرتغالية الفيتنامية هي العلاقات الثنائية التي تجمع بين البرتغال وفيتنام.

## مقارنة بين البلدين
هذه مقارنة عامة ومرجعية للدولتين:
| وجه المقارنة                                              | البرتغال                                                  | فيتنام           |
| --------------------------------------------------------- | --------------------------------------------------------- | ---------------- |
| المساحة (كم2)                                             | 92.21 ألف                                                 | 331.69 ألف       |
| عدد السكان (نسمة)                                         | 10.60 مليون                                               | 94.66 مليون      |
| الكثافة السكانية (ن./كم²)                                 | 114.95                                                    | 285.39           |
| العاصمة                                                   | لشبونة                                                    | هانوي            |
| اللغة الرسمية                                             | اللغة البرتغالية، اللغة الميراندية                        | اللغة الفيتنامية |
| العملة                                                    | يورو، اسكودو برتغالي                                      | دونغ فيتنامي     |
| الناتج المحلي الإجمالي (بليون دولار)                      | 217.57 مليار                                              | 234.19 مليار     |
| الناتج المحلي الإجمالي (تعادل القوة الشرائية) بليون دولار | 307.82 مليار                                              | 553.42 مليار     |
| الناتج المحلي الإجمالي الاسمي للفرد دولار أمريكي          | 19.22 ألف                                                 | 2.48 ألف         |
| الناتج المحلي الإجمالي للفرد دولار أمريكي                 | 28.76 ألف                                                 | 5.63 ألف         |
| مؤشر التنمية البشرية                                      | 0.830                                                     | 0.666            |
| رمز المكالمات الدولي                                      | +351                                                      | +84              |
| رمز الإنترنت                                              | .pt                                                       | .vn              |
| المنطقة الزمنية                                           | توقيت غرب أوروبا، توقيت غرب أوروبا الصيفي، أوروبا/لشبونة ‏ | ت ع م+07:00      |

## منظمات دولية مشتركة
يشترك البلدان في عضوية مجموعة من المنظمات الدولية، منها:
| علم المنظمة | اسم المنظمة                        | تاريخ انضمام البرتغال | تاريخ انضمام فيتنام |
| ----------- | ---------------------------------- | --------------------- | ------------------- |
|             | بنك التنمية الآسيوي                | 2002                  | 1966                |
|             | مؤسسة التنمية الدولية              | 29 ديسمبر 1992        | 24 سبتمبر 1960      |
|             | يونسكو                             | 11 مارس 1965          | 6 يوليو 1951        |
|             | وكالة ضمان الاستثمار متعدد الأطراف | 6 يونيو 1988          | 5 أكتوبر 1994       |
|             | الأمم المتحدة                      | 14 ديسمبر 1955        | 20 سبتمبر 1977      |
|             | الفريق المعني برصد الأرض           | ?                     | ?                   |
|             | الاتحاد البريدي العالمي            | ?                     | ?                   |
|             | البنك الدولي للإنشاء والتعمير      | 29 مارس 1961          | 21 سبتمبر 1956      |
|             | المنظمة الهيدروغرافية الدولية      | ?                     | ?                   |
|             | الاتحاد الدولي للاتصالات           | 1866                  | 24 سبتمبر 1951      |
|             | منظمة حظر الأسلحة الكيميائية       | ?                     | ?                   |
|             | مؤسسة التمويل الدولية              | 8 يوليو 1966          | 4 أغسطس 1967        |
|             | منظمة التجارة العالمية             | ?                     | 11 يناير 2007       |
|             | منظمة الشرطة الجنائية الدولية      | ?                     | ?                   |

## وصلات خارجية
- موقع وزارة الخارجية البرتغالية
- موقع وزارة الخارجية الفيتنامية